# Świnna
Świnna è un comune rurale polacco del distretto di Żywiec, nel voivodato della Slesia.
Ricopre una superficie di 39,4 km² e nel 2004 contava 7 858 abitanti.